# DJ Ace
DJ Ace (* 1974 in Zürich; bürgerlich Arsal Çağlar) ist ein Schweizer DJ und Musikproduzent aus Basel. Das Pseudonym Ace setzt sich zusammen aus seinen Initialbuchstaben sowie dem Buchstaben E für Ecce homo.

## Leben
Arsal Çağlar wurde 1974 in Zürich geboren und verbrachte vier Jahre seiner Kindheit in Istanbul. Im Jahr 1980 zog er nach Basel, wo er im St. Johann-Quartier aufwuchs. Als er im April 1986 für die Eröffnung des Jugendzentrums Badhüsli angefragt wurde, begann seine Laufbahn als DJ. 
Im Jahr 1986 trat Çağlar erstmals als „DJ Ace“ auf. Er trat im Jahr 1991 bei den DMC-Meisterschaften an und erstritt dort den dritten Platz. Nach diesem Erfolg begann er, diverse Schweizer Künstler als Tour-DJ zu unterstützen. Im Jahr 1994 gründete er «Kings-Organization», zwei Jahre später folgte sein eigenes Geschäft «ACE Records». Im darauffolgenden Jahr konnte er eine weitere Filiale in Bern eröffnen. Von 1996 bis 1998 gewann er dreimal in Folge die Schweizer DMC-Meisterschaften.
Danach begann er beim „AV8-Label“ und gründete im selben Jahr ein eigenes Label namens «Starsal 74», mit welchem er zwischen 2001 und 2007 mehrere Veröffentlichungen hatte. Er trat weiterhin in der Schweiz auf. So spielte er mit der National Brass Band und wirkte an diversen Theaterprojekten des Tanztheaters Basel-Stadt mit.
DJ Ace veröffentlichte ein Mixtape mit Tony Touch. In Frankreich hatte er seine «DJ Ace Radio-Show», auf AV8 gab es diverse Veröffentlichungen. Unter anderem produzierte er für Fatman Scoop und Beenie Man. Im Jahr 2005 erschien sein Produzentenalbum Jetzt ich!, das Platz 100 der Schweizer Albencharts erreichte.
Im Jahr 2007 begann DJ Ace beim Major-Label Columbia Records in New York. Dort hatte er zusammen mit Stik-E & the Hoods die Radioshow New York Style. Im Jahr 2008 veröffentlichte er im Vorfeld des Albums Ms. Kelly von Kelly Rowland ein Mixtape als Promo. Im selben Jahr ging er mit M.O.P. auf Tour und veröffentlichte sein zweites Album Jetzt Du. Im Jahr 2009 produzierte er eine Vereinshymne für den Fussballclub Fenerbahçe Istanbul. Im Jahr 2011 kehrte DJ Ace wieder zurück nach Basel. Von hier aus wurden die wöchentlichen DJ Ace Shows, welche nun vom Zürcher Radiosender Radio 105 übernommen wurden, ausgestrahlt. Die Zusammenarbeit mit dem Radio fand im April 2013 ein Ende.

## Diskografie

### Produktion
- 2007:	Stik-E and The Hoods: Club Hits (10 Years Anniversary) (AV8)
- 2008:	Kelly Rowland: Ms. Kelly Rowland (Columbia Records)
- 2009:	Krumb Snatcha: Hidden Scriptures (Str8 Up Entertainment)
- 2012:	Original Soundtrack: Battle of the Year (Dominance Records)

### Soloveröffentlichungen
Alben
- 2005: Jetzt Ich! (MUVE Records)
- 2008: Jetzt Du (Ace Records)

EPs und Singles
- 2013:	Chopshop 028 (Chopshop Records)
- 2013:	Star-14 (Starsal74)
- 2013: Arsal The B-Boy (Starsal74)

Mixtapes/Promos
- 1997: Eastcoast Rap Mixtape
- 1998: RnB Mixtape Vol 1
- 1999: Underground Mix Vol. 1
- 2000: Underground Mix Vol. 2
- 2001: Deejay Superstar (RnB Vol. 2)
- 2001: Earn to Burn
- 2002: RnB Mix Vol. 3
- 2002: The Professionals: Double Mixtape
- 2002: Kool G Rap Special Mixtape
- 2002: Funk You All
- 2003: Underground Mix Vol. 3
- 2003: Lost and Found Rap Series Vol. 1
- 2003: Escobar
- 2004: Fame Club Mix Vol. 1 und Vol. 2
- 2004: Red Bull PromoCD
- 2004: Don’t TOUCH the ACE!!! (zusammen mit Tony Touch)
- 2005: Fame Club Mix Vol 3
- 2005: Welcome to the Heights Vol 2 – Promotional Mix-CD Hip Hop/RnB/Reaggaton (zusammen mit Thalisha)
- 2005/2006: Love Is… – Mixtape for Lovers (Eigenproduktion)
- 2007:	S.I.N pt. 1 & 2 (Columbia Records)